# 图尔什苏 (饮料)
图尔什苏（字面含义为“酸水”），阿塞拜疆舒沙地区的一种矿泉，可以配餐饮用。
图尔什苏的水源位于舒沙区舒沙市西南17公里处海拔1700米的扎里斯利河峡谷中。这种矿泉水中富含微量元素、碳酸、碳酸氢盐、镁、钠、钙等物质，矿化量为2.4克/升。据信有治疗心血管、贫血，以及肝脏、胆管、胆囊疾病的功效。舒沙市有专门的管道用于输送图尔什苏矿泉水。